# Jiří Mareš (calciatore 1992)
Jiří Mareš (16 febbraio 1992) è un calciatore ceco, centrocampista del Příbram.